# 三國大將軍列表
洪飴孫《三國職官表》：「魏大將軍上公一人，第一品，掌征伐背叛。建安二十五年魏國初置是官，黃初以來因之，班次在太尉上。司馬師為大將軍，以叔父孚為太尉，始奏改在太尉下。後還復舊。前後居是官者八人。……蜀同。建興十三年初置，景耀初復分置右大將軍。前後居是官者四人。……吳同。黃龍元年初置上大將軍，又置大將軍，後皆並設。韋昭辨釋名曰：大將軍位在三公上。前後居是官者十人。」今據《三國志》諸《帝紀》、《主傳》；萬斯同《歷代史表》中《魏國將相大臣年表》、《魏將相大臣年表》、《吳將相大臣年表》作此表，在位年數不足一年者，按一年計算。

## 魏
《三國志·魏書·文帝紀》：「（延康元年三月）已卯，以前將軍夏侯惇爲大將軍。」
| 序次                           | 爵位       | 姓名   | 在位年數 | 在位時間     | 皇帝 魏王             |
| 東漢魏國大將軍（213年－220年） |            |        |          |              |                       |
| 1                              | 高安忠侯   | 夏侯惇 | 1年      | 220年        | 漢獻帝 曹丕           |
| 曹魏大將軍（220年－265年）     |            |        |          |              |                       |
| 2                              | 吴王       | 孙权   | 1年      | 221年        | 魏文帝                |
| 3                              | 陳忠侯     | 曹仁   | 1年      | 221年        | 魏文帝                |
| 4                              | 邵陵元侯   | 曹真   | 4年      | 226年－230年 | 魏文帝 魏明帝         |
| 5                              | 舞阳宣文侯 | 司馬懿 | 3年      | 230年－235年 | 魏明帝                |
| 6                              | 燕王       | 曹宇   | 1年      | 238年        | 魏明帝                |
| 7                              | 武安侯     | 曹爽   | 11年     | 238年－249年 | 魏明帝 齊王曹芳       |
| 8                              | 舞陽忠武侯 | 司馬師 | 3年      | 252年－255年 | 齊王曹芳 高貴鄉公曹髦 |
| 追封                           | 貞侯       | 郭淮   | 追封     | 255年追封    | 高貴鄉公曹髦          |
| 9                              | 晉公       | 司馬昭 | 8年      | 255年－263年 | 高貴鄉公曹髦 魏元帝   |

## 蜀漢
《三國志·蜀書·後主傳》載：「（建興十三年）夏四月，進蔣琬位為大將軍。」
| 序次                       | 爵位     | 姓名 | 在位年數 | 在位時間     | 皇帝     |
| 蜀漢大將軍（221年－263年） |          |      |          |              |          |
| 1                          | 安陽恭侯 | 蔣琬 | 4年      | 235年－239年 | 蜀汉后主 |
| 2                          | 成鄉敬侯 | 費禕 | 10年     | 243年－253年 | 蜀汉后主 |
| 3                          | 平襄侯   | 姜維 | 8年      | 256年－264年 | 蜀汉后主 |

## 吳
《三國志·吳書·吳主传》載：「（黃龍元年）秋九月，權遷都建業，因固府不改館，征上大將軍陸遜輔太子登，掌武昌留事。」

### 大將軍
| 序次                       | 爵位   | 姓名   | 在位年數 | 在位時間      | 皇帝              |
| 東吳大將軍（222年－280年） |        |        |          |               |                   |
| 1                          | 宛陵侯 | 諸葛瑾 | 12年     | 229年－241年  | 吳大帝            |
| 2                          | 陽都侯 | 諸葛恪 | 7年      | 246年－253年  | 吳大帝 会稽王孙亮 |
| 3                          | 富春侯 | 孫峻   | 3年      | 253年－256年  | 会稽王孙亮        |
| 4                          | 永寧侯 | 孫綝   | 2年      | 256年－258年  | 会稽王孙亮 吳景帝 |
| 5                          | 安豐侯 | 丁奉   | 7年      | 258年－264年  | 吳景帝 吳末帝     |
| 6                          | 無     | 孫震   | 不詳     | ？－278年－？ | 吳末帝            |

### 上大將軍
| 序次                         | 爵位     | 姓名 | 在位年數 | 在位時間     | 皇帝          |
| 東吳上大將軍（222年－280年） |          |      |          |              |               |
| 1                            | 江陵昭侯 | 陸遜 | 18年     | 229年－244年 | 吳大帝        |
| 2                            | 番禺侯   | 呂岱 | 6年      | 246年－252年 | 吳大帝        |
| 3                            | 當陽侯   | 施績 | 不詳     | ？－264年    | 吳景帝 吳末帝 |